# Randall Delgado
Randall Enrique Delgado (nacido el 9 de febrero de 1990) es un lanzador de béisbol profesional panameño de los Leones Uni-Presidentes de la Liga China de Béisbol Profesional. Ha jugado en la Major League Baseball para los Atlanta Braves y Arizona Diamondbacks .

## Carrera

### Estilo de Lanzamiento
Delgado realiza cinco lanzamientos: una bola rápida de cuatro costuras (90–93 mph), una bola rápida de dos costuras (88–91), una bola curva (76–79), un cambio (79–83) y un control deslizante ocasional para bateadores derechos.

### Atlanta Braves
Delgado comenzó la temporada 2011 con los Bravos de Mississippi Doble-A. El 16 de junio de 2011, los Bravos anunciaron que Delgado sería convocado para hacer su debut en las Grandes Ligas en un inicio contra los Texas Rangers el 17 de junio. A Delgado se le dio la oportunidad porque el titular habitual de los Bravos , Tommy Hanson, fue descartado debido a una tendinitis en el hombro derecho.  El debut fue algo inestable para Delgado, ya que permitió tres carreras (una sucia) en cuatro entradas de trabajo, cargándose con la derrota del juego. Delgado regresó a los Bravos de Mississippi y luego fue ascendido a la filial Triple-A de los Bravos en Gwinnett . Fue convocado por segunda vez en agosto, una vez más para ser titular en lugar de Hanson lesionado. Frente a los Gigantes de San Francisco lanzó seis entradas sin hits en las que enfrentó al mínimo número de bateadores antes de permitir un jonrón a Cody Ross para iniciar la séptima entrada y abandonar el juego. No recibió decisión y fue enviado de regreso a Gwinnett al día siguiente.  En 7 aperturas, Delgado terminó 1-1 con efectividad de 2.83. El primer hit de Randall en las Grandes Ligas se produjo el 22 de abril de 2012, contra los Diamondbacks de Arizona frente a Ian Kennedy. El 15 de julio, Delgado fue transferido a Triple-A Gwinnett. En 17 aperturas y 1 aparición como relevista, Delgado terminó con un récord de 4-9 en 92,2 entradas.

### Arizona Diamondbacks
Después de la temporada 2012, los Bravos cambiaron a Delgado con Martín Prado, Nick Ahmed, Zeke Spruill y Brandon Drury a los Diamondbacks de Arizona por Justin Upton y Chris Johnson. Pasó la temporada 2013 entre las menores y la rotación de los Diamondbacks. En 20 juegos, 19 aperturas, Delgado lanzó con una efectividad de 4.26 en 116.1 entradas y registró un récord de 5-7. Las siguientes temporadas después de 2013, pasó la mayor parte del tiempo lanzando desde el bullpen de Arizona, sirviendo como relevista prolongado y ocasionalmente como abridor. En 2014, Delgado fue expulsado de un juego contra los Piratas de Pittsburgh luego de golpear a Andrew McCutchen con una bola rápida. Ya antes del partido se habían emitido advertencias después de que la noche anterior Ernesto Frieri golpeara a Paul Goldschmidt en la mano. MLB no lo suspendió por el incidente. Su mejor temporada llegó en 2015, cuando lanzó con una efectividad de 3.25, la mejor de su carrera, en 64 juegos. Sufrió una lesión en el oblicuo en los entrenamientos de primavera de 2018 y fue colocado en la lista de lesionados para comenzar la temporada. Fue activado de la lista de lesionados por 60 días el 8 de julio. Delgado fue designado para asignación el 25 de julio de 2018. Fue liberado por la organización el 31 de julio y luego volvió a firmar un contrato de ligas menores el 18 de agosto y fue asignado a Triple-A Reno Aces. Eligió la agencia libre el 29 de octubre de 2018.

### Chicago White Sox
El 12 de enero de 2019, Delgado firmó un contrato de ligas menores con los Medias Blancas de Chicago. Quedó en libertad el 20 de marzo de 2019. 

### Kansas City T-Bones
El 15 de abril de 2019, Delgado firmó con los Kansas City T-Bones de la independiente American Association.  

### New York Yankees
El 24 de mayo de 2019, los Yankees de Nueva York compraron el contrato de Delgado y lo asignaron a Triple-A Scranton / Wilkes-Barre RailRiders. Se convirtió en agente libre después de la temporada 2019.

### Gastonia Honey Hunters
El 6 de mayo de 2022 Delgado firmó con los Gastonia Honey Hunters de la Liga Atlántica de Béisbol Profesional . En 16 juegos (7 aperturas) para Gastonia, Delgado lanzó con efectividad de 3.23 con 42 ponches y 1 salvamento en 39.0 entradas de trabajo. Fue liberado por Honey Hunters el 1 de septiembre. 

### Lake Country DockHounds
El 6 de junio de 2023, Delgado firmó con los Lake Country DockHounds de la Asociación Estadounidense de Béisbol Profesional. En 10 aperturas para los DockHounds, registró un récord de 5-2 y una efectividad de 3.88 con 61 ponches en60 1⁄3 entradas lanzadas. 

### Uni-President Lions
El 4 de agosto de 2023, el contrato de Delgado fue comprado por los Uni-President Lions de la Liga China de Béisbol Profesional (CPBL).

## Selección nacional
Delgado fue seleccionado para representar a Panamá en la clasificación al Clásico Mundial de Béisbol 2023.